# أولاد عتو الوطى (أولاد امحمد)
أولاد عتو الوطى هي إحدى مشيخات المملكة المغربية، تتبع جغرافيا لإقليم سطات وإداريًا لأولاد امحمد. يقدر عدد سكانها بـ 1453 نسمة حسب الإحصاء الرسمي للسكان والسكنى لسنة 2004.